# Gwendolyn Masin
Gwendolyn Masin (Amszterdam, 1977. november 17. –) magyar származású holland hegedűművész, muzikológus, a GAIA Zenei Fesztivál és a National Concert Hall partnerségében megvalósuló nyári fesztivál művészeti vezetője, a Michaela's Music House hegedűoktató tankönyv szerzője.

## Életrajz
Gwendolyn Masin Amszterdamban született, egy negyedik generációs zenész családba. Édesanyja a Magyar Köztársasági Érdemrend tisztikeresztjével kitüntetett Kelemen Mária, a többszörösen díjnyertes dublini Young European Strings Zeneiskola igazgatója.
Háromévesen kezdte meg zenei tanulmányait, első magyarországi koncertjét ötévesen adta a Zeneakadémián. Hatévesen Fokvárosba, négy évvel később Dublinba költözött családjával, ahol csodagyerekként tekintettek rá. Tizenegy évesen már a dublini National Concert Hall-ban adott koncertet, ugyanabban az évben fellépett Írország egyik legnépszerűbb show műsorában, a The Late Late Show-ban. Azóta is fellép élő adásokban, nyilvános beszédeket tart, és vendégként szerepel televíziós és rádiós műsorokban, valamint podcastokban.

## Tanulmányok
Hatévesen külön kitüntetéssel nyerte el az Associated Board of the Royal Schools of Music Grade 6 diplomáját. 1990 és 1996 között Hermann Krebbers professzor tanítványa volt Amszterdamban. Egyetemi tanulmányait Igor Ozim, Ana Chumachenco, Zakhar Bron és Shmuel Ashkenasi professzoroknál végezte. 2012-ben szerzett doktori címet a dublini Trinity College-ban. Disszertációjának címe Hegedűoktatás az új évezredben, iskolák közötti különbségek és hasonlóságok – a hegedűművészet jövőjének emlékezete, témája a 20. századi hegedű nagymesterek tanítási módszereinek összehasonlítása. 

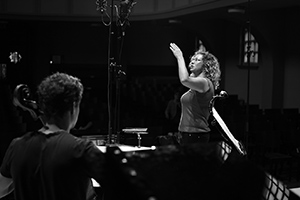
Gwendolyn Masin és Várdai István a GAIA Zenei Fesztiválon

## Szakmai pályafutás
Masin szólistaként és kamarazenészként is aktív. Virtuóz repertoárjával rendszeresen lép fel kiterjedt tudnékon és készít felvételeket többekközt a Berni Szimfonikus Zenekarral, RTÉ National Symphony Orchestraval és RTÉ Concert Orchestraval, a Magyar Nemzeti Filharmonikusokkal és kamarazenekarával, MÁV Szimfonikus Zenekarral, a Savaria Szimfonikus Zenekarral, a Concerto Budapesttel, Savannah és Georgia Filharmonikusokkal, a Charleston Symphony Orchestraval, a Szentpétervári és Fehérorosz Szimfonikus Zenekarral, a Musica Viva Chamber Orchestraval, a Orquesta de Cámara de Bellas Artes-szel, valamint számos ifjúsági zenekarral mint például a National Youth Orchestra of Ireland és a portugál Concerto Moderno, amellyel Bach hegedűversenyeit vette fel.
A kamarazene fontos szerepet játszik zenei életében. Olyan neves művészekkel lépett fel, mint Mihaela Martin, Philippe Graffin, Ilya Gringolts, Jan Talich, Kirill Troussov, Isabelle van Keulen és Maxim Vengerov (hegedű), Kim Kashkashian, Vladimir Mendelssohn, Lars Anders Tomter, Maxim Rysanov, Gérard Caussé és Lilli Maijala (brácsa), Gary Hoffman, Adrian Brendel, Natalie Clein, Gavriel Lipkind, Frans Helmerson, Torleif Thedéen, Julian Steckel és Várdai István (cselló), Kit Armstrong, Silke Avenhaus, Aleksandar Madzar, Cedric Pescia, Alexander Lonquich, Hannes Minnaar, Pascal Rogé, Peter Frankl és Sebők György (zongora), Reto Bieri, Jacques Zoon, Hervé Joulain, Christoffer Sundqvist és Kaspar Zehnder (fúvósok), Rachel Harnisch és Andreas Schaerer (énekes), Wolfgang Zwiauer (elektromos basszusgitár) és Kalle Kalima (gitár), valamint dolgozott együtt Fürst János és Gerhard Markson karmesterekkel és Hanns Zischler színművésszel is. Gyakran dolgozik együtt Simon Bucher, Finghin Collins és Caspar Vos zongoristákkal. Fesztiválszereplései közé tartozik a Budapesti , a Prágai és a Szöuli Tavaszi Fesztivál, a Festival Internacional de Santander, a West Cork Chamber Music Festival, a Stellenbosch Nemzetközi Kamarazenei Fesztivál, az IMS Prussia Cove, a Koblenzi Nemzetközi Zenei Fesztivál, az Internationaal Kamermuziekfestival Schiermonnikoog és a Storioni Fesztivál. 
A kortárs zene képviselőjeként Gwendolyn Masin többek között Antoine Auberson, Raymond Deane, Thorsten Encke, Thomas Fortmann, Hoffman Ákos, Don Li, Urs Peter Schneider, Daniel Schnyder, Eric Sweeney, Dobrinka Tabakova, Martijn Voorvelt és John Buckley - utóbbi neki ajánlotta első hegedűversenyét - műveit mutatta be. Masin Buckley hegedűversenyét 2013. szeptember 21-én mutatta be először a Savannah Philharmonic zenekar közreműködésével az egyesült államokbeli Lucas Theaterben, a karmester Peter Shannon volt. A mű európai premierjére 2015. február 3-án került sor a dublini National Concert Hallban, ahol az ír Nemzeti Szimfonikus Zenekar közreműködése mellett Gavin Maloney volt a karmester. 
2022 óta tagja az írországi Music Instrument Fund of Ireland igazgatótanácsának, amely 2025-ben ünnepli fennállásának 30. évfordulóját.

## Fesztiválok
Masin 2004-ben hozta létre az In Search of Lost Time című nemzetközi több művészeti ágat átfogó sorozatot ennek keretében mutatták be 2010-ben Paul Klee írásai által inspirált művet, amelynek zenéjét Thorsten Encke szerezte. 2007-től három éven át az írországi Carrick Water Music Festival művészeti igazgatójaként tevékenykedett. Masin 2006-ban alapította meg Svájc egyik legfontosabb komolyzenei fesztiválját a GAIA Zenei Fesztivált, amelynek egyben művészeti igazgatója is. 2007-ben kinevezték a Carrick Water Music Festival művészeti igazgatójává, ezt a posztot 3 évig töltötte be. 2019 és 2023 között kurátora volt a Cocktail für die Musen című sorozatnak a svájci Casino Bern számára.

## Pedagógia tevékenység
Gwendolyn rendszeresen hegedű és kamarazene mesterkurzusokat tart szerte a világban, többek között Írországban, Németországban, Franciaországban, Belgiumban, Hollandiában, Spanyolországban, Izraelben, Dél-Koreában, Svájcban, az Egyesült Államokban, Törökországban és Mexikóban. A Trinity College-ban szerzett doktori címet, amelyben a 20. századi hegedűpedagógiát vizsgálja, megvizsgálva a hegedűjáték iskolái közötti hasonlóságokat és különbségeket.
2009-ben jelent meg díjnyertes könyve Michaela Zeneháza - a hegedű varázsa címmel angol nyelven, amelyet 2018-ban német nyelvre is lefordítottak. A könyv megjelenésének időszakában Gwendolyn Masin volt a legfiatalabb női szerző, aki publikálta saját zenetanítási módszerét. Az angol és német nyelvű kiadás a Müller & Schade kiadó gondozásában jelent meg.
2013 és 2021 között a genfi Haute école de musique de Genève hegedűtanára volt.

## Díjak és kitüntetések
Gwendolyn Masin számos nemzetközi díjban részesült Írországban, Dél-Afrikában, Svájcban és az Egyesült Királyságban. A Global Stipends Awards keretében elnyerte az International Music Award díjat, teljesítményéért The Outstanding Young Persons of Switzerland díjra jelölték és elnyerte számos művészeti intézmény többek között a Schweizer Gesellschaft zur Förderung der darstellenden Künste támogatását is.

## Egyéb projektek
Karitatív tevékenységek 2020-ban elindította a The Exhale mesterkurzust, amelynek során a résztvevők hozzáférést kapnak olyan szakmai területekhez, amelyek nem képezik a klasszikus zenei oktatás részét. Így a résztvevők tanulhatnak többek között jógát, az Alexander módszert, Feldenkrais módszert, meditációt, kompozíciót, improvizációt. A mesterkurzusra élőben került volna sor, ám miután a Covid-19 járvány miatt le kellett mondani, Gwendolyn Masin online formátumúvá dolgozta azt át. A mesterkurzust több mint 1000 regisztrációval jutalmazták annak első két hetében.
Gwendolyn jógázik, ami 2018-ban, 2020-ban és 2021-ben a The Strad című lapban megjelenő cikksorozatának alapjául szolgált.

## Bibliográfia
- Michaelas Musikhaus, Der Zauber der Geige 1, Lektionen 1-7 (Müller & Schade, 2018) ISBN 978-3-905760-12-5, ISMN M-50023-553-8;
- Michaelas Musikhaus, Der Zauber der Geige 1, Lektionen 8-16 (Müller & Schade, 2018) ISBN 978-3-905760-13-2, ISMN M-50023-578-1;
- Michaelas Musikhaus, Der Zauber der Geige 1, Lektionen 17-24 (Müller & Schade, 2018) ISBN 978-3-905760-14-9, ISMN M-50023-579-8;
- Michaelas Musikhaus, Der Zauber der Geige - Begleitheft mit 16-seitiger Klavierbeilage (Müller & Schade, 2018) ISMN M-50023-811-9;
- Michaela's Music House, The Magic of the violin (Müller & Schade, 2009)  ISBN 978-3-905760-04-0, ISMN M-50023-448-7;
- Michaela's Music House, The Magic of the Violin (Müller & Schade, 2009) ISBN 9783905760040;
- Hegedűoktatás az új évezredben, iskolák közötti különbségek és hasonlóságok – a hegedűművészet jövőjének emlékezete (Trinity College Dublin, 2012)[29]

## Diszkográfia
- 15 Squared - Don Li (2006) 

- GAIA Music Festival 2009 (2009) 

- GAIA Music Festival 2013 (2013) 

- Eugéne Ysaÿe Sonata No. 3 in D Minor Ballade (2016) 

- ORIGIN (2016) 

- ORIGIN (2016)(Vinyl) 

- ZuekunftsNostalgie - Oli Kehrli (2016) 

- GAIA Music Festival 2016 (2016) 

- ORIGIN Edition Deluxe (2017) 

- FLAME (2017) 

- TROIS (2018) 

- West Side Story(2020)
- Legends (2022)